# Saccage de la Baie-James
Le saccage de la Baie James désigne une série d'événements violents survenus dans le cadre d'un conflit de travail le 21 mars 1974, à la Baie-James, au Québec. La destruction du campement des travailleurs du chantier de la centrale LG-2 a causé des dommages évalués à plus de 31 millions CAD, en plus de suspendre les travaux de construction sur le chantier pendant près de deux mois. Il a entraîné la formation de la Commission Cliche, une commission royale d'enquête sur la liberté syndicale dans l'industrie de la construction au Québec.

## Contexte
Le début des années 1970 est une période marquée par une vive concurrence entre les principaux syndicats québécois du secteur de la construction pour le placement de leurs travailleurs. La Fédération des travailleurs du Québec (FTQ) et la Confédération des syndicats nationaux (CSN) se livrent une vive concurrence afin d'obtenir l'adhésion d'une majorité d'ouvriers sur les chantiers majeurs. Des incidents entre représentants des deux centrales syndicales se sont produits sur plusieurs chantiers, dont ceux de la mine du Mont-Wright, près de Fermont, et du Stade olympique de Montréal.
L'objectif de la FTQ consiste à détenir le monopole de la représentation syndicale des travailleurs sur les chantiers de la Baie-James, ce à quoi la CSN s'oppose fermement. Les syndicats placent des hommes de confiance aux postes de délégués syndicaux chez les entrepreneurs. Une des entreprises retenues pour les travaux de la Baie-James, Spino Construction, se considère forcée d'embaucher deux organisateurs de la FTQ, Yvon Duhamel et Maurice Dupuis, afin d'éviter des problèmes sur ses autres chantiers, dont celui du métro de Montréal.

## Dégradation du climat de travail
Au début de l'année 1974, les travaux de la première phase du projet de la Baie-James se poursuivent dans le Nord-du-Québec. Quelque 800 ouvriers retournent au travail après le congé des Fêtes. Parmi eux, une douzaine de fiers-à-bras, « dont la moitié ont des casiers judiciaires » agissent en tant que délégués syndicaux ou « agents d'affaires » de la FTQ; Duhamel et Dupuis sont du nombre. La CSN a quatre délégués présents sur le chantier.
Assez tôt, la situation dégénère. Certains travailleurs sont intimidés ou malmenés. Loin de représenter l'ensemble des syndiqués FTQ, Duhamel, qui travaille pour l'Union des opérateurs de machinerie lourde — le « local 791 » —, mène une campagne de maraudage contre d'autres sections locales de sa propre centrale syndicale, après avoir négocié des conditions légèrement plus avantageuses pour les membres de sa section. La section locale 791 devient rapidement le syndicat le plus puissant du chantier, regroupant 60 % des ouvriers. 
Le 12 mars, une bagarre éclate entre des délégués syndicaux de la FTQ et de la CSN ; le délégué syndical William Saint-Onge de la FTQ est expulsé du chantier. Quelques jours plus tard, Duhamel tente de faire congédier deux journaliers engagés par un entrepreneur, Lamothe Construction, parce qu'ils sont membres de la CSN. C'est la goutte qui fait déborder le vase : la Société d'énergie de la Baie James avise Duhamel qu'il doit cesser ses agissements, sans quoi il sera expulsé du chantier lui aussi.
Duhamel est furieux, parle de « provocation » et annonce au chef de chantier, Laurent Hamel, qu'il entend lancer un mouvement de grève générale, à moins qu'un responsable de la SEBJ et un contremaître de Lamothe Construction ne soient immédiatement congédiés, en plus d'exiger le droit de tenir des assemblées syndicales sans préavis. Hamel refuse l'ultimatum et le travail cesse. Anticipant la dégradation probable de la situation, certains contremaîtres quittent le chantier en camion et retournent à Matagami, à 600 km au sud.

## Le saccage
Vers 11 h, le 21 mars 1974, Hamel fait rapport au siège social de la SEBJ, à Montréal. On l'informe de l'arrivée imminente de 50 policiers de la Sûreté du Québec. Puis, la communication est rompue. À l'extérieur, des groupes de grévistes font le tour des bureaux de la SEBJ. Hamel demande aux cadres de quitter le chantier et de se réfugier à l'aéroport, situé à une trentaine de kilomètres du chantier, afin d'éviter des confrontations inutiles.
À midi, Duhamel entreprend de détruire une roulotte et un dortoir au volant d'un bulldozer. Il coupe ensuite les conduites d'eau et renverse les trois génératrices qui fournissent l'électricité et le chauffage au campement des travailleurs. Avant de quitter les lieux, trois heures plus tard, Duhamel éventre deux citernes contenant 135 000 litres (30 000 gallons) d'essence et de carburant diesel, provoquant un incendie. Plus tard, Duhamel a confié qu'il n'avait aucun regret : « La SEBJ doit comprendre que nous sommes les boss ».
La destruction du campement force la SEBJ à évacuer le chantier. Des avions sont mobilisés pour rapatrier les travailleurs à Val-d'Or, Matagami et Montréal dans les 48 heures. Environ 70 cadres restent sur place afin de limiter les dégâts. Il faut d'abord maîtriser les incendies et vidanger les conduites d'eau qui risquent de geler par des températures de −30 °C. Une des génératrices est remise en état après 36 heures de travail. Les travaux de remise en état du site prendront plus d'un mois.
Le chantier sera rouvert le 8 mai 1974, 55 jours après les événements. Des mesures de sécurité, incluant la présence permanente d'agents de la Sûreté du Québec, et un contrôle draconien des entrées et sorties des personnes est établi. Les événements de mars obligent la SEBJ à reporter de six mois la dérivation de La Grande Rivière. 

## Les suites
Le gouvernement de Robert Bourassa forme la commission Cliche le 27 mars 1974, six jours après le saccage du chantier. Un arrêté ministériel nomme le juge en chef adjoint de la Cour provinciale, Robert Cliche à la présidence de la commission. Il est épaulé dans ses fonctions par l'avocat montréalais Brian Mulroney. Le vice-président de la Centrale de l'enseignement du Québec, Guy Chevrette, s'ajoute au groupe le 3 mai 1974,.
Les trois commissaires entendent 279 témoignages pendant 68 journées d'audiences publiques. Leur rapport, remis en mai 1975, porte un jugement sévère sur les événements de LG-2. Il ne s'agissait pas, selon la commission, d'un soulèvement spontané des travailleurs, « mais d'une opération montée par un noyau de mécréants, dirigés par Duhamel, pour montrer une fois pour toutes qui était le maître à la Baie James »,.
De son côté, le commissaire aux incendies, Cyrille Delage, mène une enquête afin de déterminer les causes du saccage. Delage conclut, le 15 juillet 1974, que l'incendie « a été causé de façon volontaire et d'origine criminelle » et recommande que des accusations soient portées contre Duhamel et trois autres individus. Duhamel plaide coupable à six chefs d'accusation de méfait public. Il est condamné à 10 ans de prison.
La SEBJ estime les pertes directes et indirectes reliées aux événements de mars 1974 à 31 275 152,25 CAD, un montant qu'elle réclame à cinq personnes et cinq syndicats dans une poursuite déposée 26 février 1976. La poursuite sera abandonnée en 1979, après la conclusion d'une entente hors cour, par laquelle la FTQ s'engage à verser une compensation de 200 000 CAD.